# Curtis Yorke
Curtis Yorke, pseudonym för Susan Richmond Lee, född Long 1854 i Glasgow, död 1930, var en brittisk författare.
Yorke skrev 1886–1925 ett stort antal noveller och romaner (flera översatta till svenska). 